# Arthur Klauser
Arthur Klauser (* 16. Jänner 1889 in Lemberg, Königreich Galizien; † 18. November 1959 in Wien) war in den Jahren 1946 und 1947 Polizeipräsident und somit Leiter der Bundespolizeidirektion Wien.
Klauser studierte Rechtswissenschaft an der Universität Wien und gehörte seit 1908 der Wiener akademischen Burschenschaft Arminia an. Das Studium beendete er als promovierter Jurist. Er wurde am Gersthofer Friedhof bestattet.